# Wassermengenregler

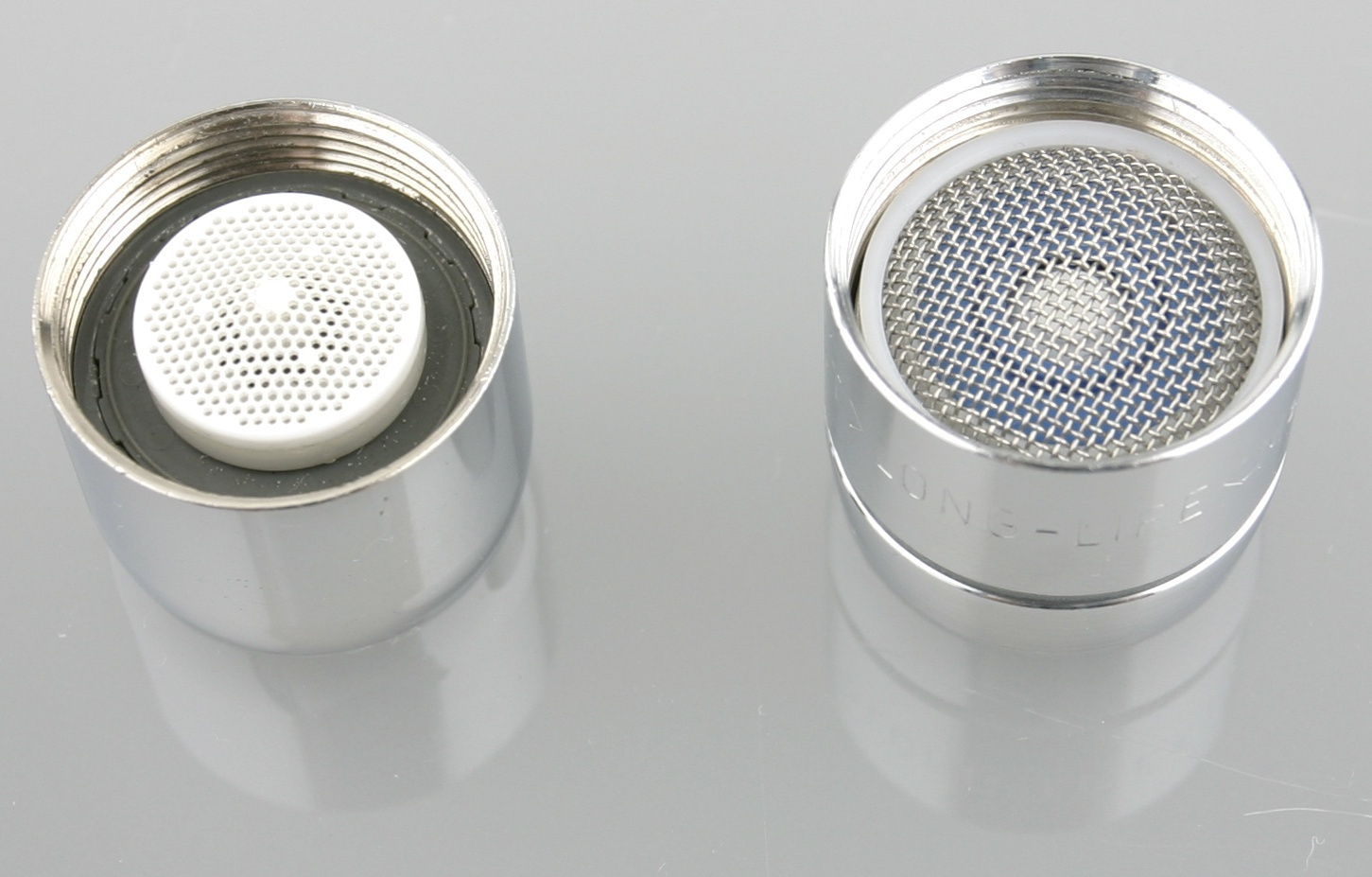
Strahlregler mit integriertem Wassermengenregler

Wassermengenregler (englisch water volume controller), häufig auch „Wassersparer“, „Durchlaufbegrenzer“ oder „Durchlaufregler“ genannt, reduzieren die Durchflussmenge von Wasserarmaturen, indem sie durch eine spezielle Strömungsführung oder mittels eines aktiven Elements den Durchsatz begrenzen. Ebenso wie Strahlregler formen viele Wassermengenregler den Wasserstrahl und durchmischen ihn mit Luft. Während bereits durch den breiten, durchlüfteten Strahl der gewünschte (Wasch-)Effekt mit einer geringeren Wassermenge erreicht werden kann, sollen Wassermengenregler die Durchflussmenge zusätzlich begrenzen, indem sie der Erhöhung des Wasserdrucks einen erhöhten Durchflusswiderstand entgegensetzen. Ab einem bestimmten Zielwert soll die Durchflussmenge limitiert werden und zwar möglichst unabhängig vom anliegenden Wasserdruck.
Wassermengenregler werden typischerweise am Auslauf eines Wasserhahns oder als Zwischenstück zwischen Duschkopf und Schlauch montiert oder in den Duschkopf integriert.

## Geschichte
Volumenstromregler werden in der Heizungs- und Lüftungstechnik schon seit längerem eingesetzt, um die Entstehung von (Pfeif-)Geräuschen im Heizkreislauf oder in Lüftungskanälen bei zu großem Volumenstrom zu unterbinden. Gas- und Wassermengenregler dienten beispielsweise schon seit den 1950er Jahren bei Gaswasserheizgeräten dazu, die Geräte von Druckschwankungen im Gas- und Wasserleitungsnetz unabhängig zu machen.

## Anwendungsgebiet
Badarmaturen sind gewöhnlich auf einen Mindestdruck von 0,5 bar ausgelegt, bei welchem etwa 6 Liter Wasser pro Minute durch den Wasserhahn eines Handwaschbeckens strömen. In vielen Haushalten liegt am Hausanschluss ein Wasserdruck von 5 bar bis 10 bar an. Sofern dieser nicht bereits durch einen Druckminderer reduziert wird, kann der Durchfluss an einem Handwaschbecken bis zu 20 Liter Wasser pro Minute betragen.
Wassermengenregler sollte den Durchsatz idealerweise auf konstant 6 Liter pro Minute begrenzen, unabhängig vom anliegenden Druck. Als Nebeneffekt werden die Druckschwankungen im Leitungsnetz reduziert, was dessen Lebensdauer erhöht und eine gleichmäßigere Funktion der angeschlossenen Armaturen ermöglicht.
Volumenstromregler können bei Wassersparduschen eingesetzt werden, um den Durchsatz auf 12 bis 15 Liter Wasser pro Minute zu begrenzen.

## Wirkung

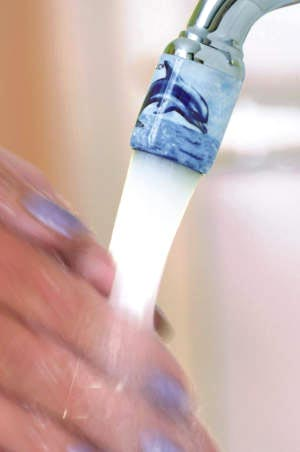
Dekorativer Wassermengenregler

An Wasserzapfstellen mit viel Durchfluss, wie an Waschtisch-, Küchen- oder Duscharmaturen, werden Wassermengenregler eingebaut. Sie werden zwar zu den Strahlreglern (Perlatoren) gezählt, haben jedoch eine weitreichendere Funktion. Während der Strahlregler den Wasserstrahl formt oder dem Wasserstrahl Luft beimischt, wird mit dem Wassermengenregler die Durchflussmenge konstant und unabhängig ab ungefähr 0,5 bar Wasserdruck geregelt. Normale Durchflussbegrenzer begrenzen die Wassermenge pro Minute nicht konstant. Steigen die Wasserdruckverhältnisse, so fließt mehr Wasser je Minute durch den Durchflussbegrenzer. Der Wassermengenregler hingegen berücksichtigt auch die Druckverhältnisse und sorgt so für eine konstante Durchflussmenge je Minute. Die Wasserversorgungsunternehmen müssen durch einen erhöhten Leitungsdruck sicherstellen, dass auch bei unterschiedlichen Gebäudehöhen oder bei Druckabfall durch vermehrtem Wasserbezug eine Versorgung aller Abnahmestellen gewährleistet wird. Viele Haushalte werden so mit einem hohen Wasserdruck versorgt, der einen zu hohen Wasserdurchfluss pro Minute zur Folge hat. Wassermengenregler begrenzen die durchfließende Wassermenge ab 0,5 auf eine gleichbleibende Durchflussmenge pro Minute, auch dann wenn in der zuführenden Leitung 3 oder 10 bar Wasserdruck vorherrschen. Durch die konstant gleichbleibende Wassermenge je Minute kann der Verbrauch von Frischwasser und die Menge an entstehendem Abwasser reduziert werden.
Durchschnittlich können durch den Einsatz von Wassermengenreglern pro Person und Wasserhahn ungefähr 10 Liter Frischwasser pro Tag eingespart werden. Dies reduziert zusätzlich den Energiebedarf zur Warmwasserbereitung und Abwasserreinigung. Entsprechend den Angaben verschiedener Hersteller können bis zur Hälfte der Wasser-, Energie- und Abwasserkosten eingespart werden. Die Kosten für den Einsatz von Wassermengenreglern können sich bereits nach 1 bis 2 Jahren amortisieren.

## Ausnahmen
Hinter drucklosen Untertisch-Warmwasserbereitern (die oft konstruktionsbedingt selber bereits auf einen Wasserfluss von bis zu 5 Liter/Minute begrenzt sind), ist der Einsatz von Reglern und Begrenzern zu vermeiden, da diese durch den entstehenden Gegendruck bersten können.
Wenig sinnvoll ist der Einsatz von Wassermengenreglern an Wasserausläufen, die einen möglichst hohen Durchfluss benötigen, wie etwa die Badewannen-Füllarmatur.
Laut Verbraucherzentrale sind Armaturen mit Durchflussbegrenzern ebenso wie Einhebel- und thermostatische Mischbatterien und Sparduschköpfe für hydraulische Durchlauferhitzer häufig ungeeignet.

## Zertifizierung
In der Schweiz wurde 2011 die Energieetikette für Sanitärprodukte inklusive „Strahlregler an Auslaufarmaturen“ und „Duschbrausen“ eingeführt.